# (99928) Brainard
(99928) Brainard est un astéroïde de la ceinture principale.

## Description
(99928) Brainard est un astéroïde de la ceinture principale. Il fut découvert le 4 mars 2000 aux Monts Santa Catalina par le projet CSS. Il présente une orbite caractérisée par un demi-grand axe de 3,11 UA, une excentricité de 0,14 et une inclinaison de 4,0° par rapport à l'écliptique.

## Compléments